# رود (فیلم ۱۹۵۱)
رود (انگلیسی: The River) فیلمی در ژانر درام و رمانتیک به کارگردانی ژان رنوآر است که در سال ۱۹۵۱ منتشر شد. از بازیگران آن می‌توان به ازموند نایت و آرتور شیلدز اشاره کرد.